# Michael Witte (Liedermacher)
Michael Witte (* 17. Oktober 1970 in Osnabrück) ist ein deutscher Musiker und Liedermacher.

## Leben
Michael Witte hat eine abgeschlossene Ausbildung zum Schauwerbegestalter. Als Musiker erlernte er autodidaktisch mehrere Instrumente. Er sammelte als Jugendlicher erste Erfahrungen als Bandmusiker und als Songwriter für lokale Bands. Er nahm Unterricht in Gesang und Harmonielehre bei Klaus Böwering in Gronau.
Sein erster deutschsprachiger Titel „Fisch auf Asphalt“ erreichte Platz 2 eines Songwriter-Wettbewerbs der Musikzeitschrift „Beat“. Die folgenden Jahre spielte er neben eigenen Konzerten auch im Vorprogramm anderer Musiker wie Wolf Maahn, Anne Haigis, Olli Schulz. Das Lied „Alte Liebe“ aus dem Jahr 2009 wurde vom norddeutschen Liedermacher Otto Grote für dessen Album „Stein aus Gold“ gecovert und gehört seit dem zu dessen Repertoire. 2012 arbeitete er mit dem Berliner Produzenten Ben Lauber an einer Orchesterfassung seines Titel „Du kriegst mich nur lebend“ für die „Götheborg String Theory“. Dieser Titel wurde auch auf dem Sampler „The Aachen String Theory“ veröffentlicht.
Besondere Aufmerksamkeit bekam sein 2016 veröffentlichtes Lied „Ich möchte Dich nicht sehn“, in dem er sich politisch zur Flüchtlingskrise äußert und Fremdenfeindlichkeit anprangert. Die Berliner Friedrich-Ebert-Stiftung lud ihn zum Schreiben eines Essays für das Buchprojekt „Zwischen kommen und bleiben“ ein, in dem auch der Songtext zu „Ich möchte Dich nicht sehn“ abgedruckt wurde.
Sein im Februar 2020 veröffentlichtes Album „Der Hase Leben“ wurde in 2 Kategorien (Liedermacher sowie Folk/Singer-Songwriter) für den Preis der deutschen Schallplattenkritik nominiert.
Witte lebt seit 2010 in Aachen, wo er auch sein Beverklang-Studio betreibt. Er ist verheiratet und hat einen Sohn.

## Diskografie
Alben
- 2001: Fisch auf Asphalt
- 2006: Die Welt bewegt
- 2009: Straßen & Kurven
- 2013: Zirkushimmel
- 2020: Der Hase Leben

Singles
- 2001: Fisch auf Asphalt
- 2009: Straßen & Kurven
- 2009: Alte Liebe
- 2012: Du kriegst mich nur lebend
- 2013: Tausend Kilometer
- 2013: Die Gegenwart der Stille
- 2015: Das Salz in unseren Augen
- 2016: Ich möchte Dich nicht sehn
- 2020: George Floyd
- 2020: Magie

## Auszeichnungen
- 2015: Deutscher Rock & Pop Preis
- 2020: 2 Nominierungen Preis der Deutschen Schallplattenkritik